# Filoktetes
Filoktetes eller Filoktet var søn af Poias fra byen Meliboea i Thessalien. Han er hovedperson i   skuespillet af samme navn skrevet af Sofokles og opført i 409 f.Kr. Han var sin tids bedste bueskytte, hvilket nok også skyldtes at han ejede Herakles' bue, der aldrig forfejlede sit mål. Han fik den i arv, da han ved Herakles' ligbål påtog sig at tænde bålet.
På vej til den trojanske krig blev han bidt i foden af en giftslange. Stanken fra såret var så forfærdeligt, at de græske konger anført af Odysseus satte ham af på øen Lemnos. Her sad han i 10 år til Odysseus og Diomedes kom og hentede ham, fordi krigen ikke kunne vindes uden hans hjælp. Machaon helbredte ham for hans sår.
Under krigen dræbte Filoktetes mange trojanske helte. Den navnkundigste var prins Paris. Filoktetes skød en forgiftet pil igennem et hul i den uigennemtrængelige trojanske mur og ramte Paris, Achilleus' drabsmand.